# 山口周 (工学者)
山口 周（やまぐち しゅう）は、日本の材料科学者。東京大学名誉教授。元固体イオニクス学会会長。第24期・第25期日本学術会議会員。

## 人物・経歴
1983年東京工業大学大学院修了、工学博士。名古屋工業大学助手、名古屋工業大学助教授、東京大学大学院工学系研究科教授を経て、2011年固体イオニクス学会会長。2017年第24期日本学術会議第三部会員。2018年に東京大学退職後、東京大学名誉教授、独立行政法人大学改革支援・学位授与機構研究開発部特任教授。2020年第25期日本学術会議会員。